# Sognu
«Sognu» fue la canción interpretada por Amaury Vassili para representar a Francia en el Festival de Eurovisión 2011, que se celebró en Düsseldorf (Alemania). La música de la canción fue compuesta por Daniel Moyne y Quentin Bachelet. El autor de la letra del tema fue el cantante de Córcega Jean-Pierre Marcellesi y se cantó íntegramente en corso.
La canción y su intérprete se escogieron tras un proceso de selección interno de la televisión francesa France 3. Desde el principio, el jurado especializado encargado de la elección quería que el candidato para Eurovisión 2011 fuera algún artista joven, con talento y que representara la diversidad de la música francesa; finalmente, resultó elegido Amaury Vassili. France 3 dio así un giro completo a su candidatura tras Jessy Matador y su rítmico Alez, Ola, Olé de Oslo 2010.
El tenor francés Amaury Vassili lideró el ranking de apuestas con su canción «Sognu», pero finalmente sólo consiguió terminar en el puesto número quince.